# Caixa d'Advocats
La Caixa d'Advocats fou una entitat financera, fundada a Barcelona pel Col·legi d'Advocats de Barcelona (ICAB) el 3 d'abril del 1978, com a cooperativa de crèdit enfocada al col·lectiu jurídic. Des de la seva creació, el seu objectiu fou atendre les necessitats financeres dels advocats catalans amb una oferta de productes especialitzats per a les particularitats d'aquesta activitat.
Durant l'exercici 2009, es va produir la seva integració a MultiCaja, Caja Rural Aragonesa y de los Pirineos, una entitat que, després de fusionar-se amb Cajalón el 2012, va donar lloc a Bantierra. En el moment de la fusió el 2009, la Caixa d'Advocats tenia 10 oficines bancàries, un balanç de 200 milions i un benefici net d'1,6 milions, amb una taxa de morositat del 0,45%.
Finalment, l'1 de gener del 2018, la Caixa d'Advocats fou adquirida per Arquia Banca, que integrava així l'oferta financera als col·lectius d'arquitectes i advocats.